# John Barrow Island
John Barrow Island är en ö i Kanada.   Den ligger i territoriet Nunavut, i den norra delen av landet, 3 600 km norr om huvudstaden Ottawa. Arean är 6,9 kvadratkilometer.
Terrängen på John Barrow Island är platt. Öns högsta punkt är 105 meter över havet. Den sträcker sig 6,3 kilometer i nord-sydlig riktning, och 1,5 kilometer i öst-västlig riktning.
Trakten runt John Barrow Island består i huvudsak av gräsmarker.